# تاريخ علم الآثار
ارتبط تطور مجال علم الآثار بالتاريخ والأشخاص المهتمين بالماضي، مثل الملوك والملكات الذين أرادوا إظهار أمجاد أممهم السابقة. في القرن السادس قبل الميلاد، نقب نابونيدس من الإمبراطورية البابلية الحديثة، وقام بمسح وترميم المواقع التي بنيت قبل أكثر من ألف عام تحت حكم نارام سين الأكدي. كان المؤرخ اليوناني هيرودوت في القرن الخامس قبل الميلاد أول باحث يدرس الماضي بشكل منهجي ويعتبر من أوائل من فحص القطع الأثرية. في الهند في العصور الوسطى، سُجلت دراسات حول الماضي. وفي إمبراطورية سونغ (960-1279) في الصين الإمبراطورية، قام العلماء الصينيون بحفر ودراسة وتوثيق القطع الأثرية القديمة، واستمرت هذه الممارسة المحلية في عهد أسرة تشينغ (1644-1912) قبل تبني الأساليب الغربية. في القرنين الخامس عشر والسادس عشر، ظهر في أوروبا خلال عصر النهضة مهتمون بجمع القطع الأثرية مثل فلافيو بيوندو. أصبح الاهتمام بالآثار أمر وطني وتحولت المقتنيات الآثرية الشخصية إلى متاحف وطنية. تطور علم الآثار ليصبح أكثر منهجية في أواخر القرن التاسع عشر وأصبح أداة شائعة للبحث التاريخي والأنثروبولوجي في القرن العشرين، وحدثت تطورات كبيرة في التكنولوجيا المستخدمة في هذا المجال خلال هذا الوقت.

## أصل التسمية
يدرس علم الآثار النشاط البشري في الماضي من خلال استعادة وتحليل الثقافة المادية والبيانات البيئية التي خلفها البشر، والتي تشمل القطع الأثرية والهياكل المعمارية والمناظر الطبيعية الثقافية (السجل الأثري). استخدمت كلمة "عالم آثار" لأول مرة في قاموس أكسفورد الإنجليزي عام 1824؛ وسرعان ما أصبح المصطلح المعتاد لأحد الفروع الرئيسية للنشاط الأثري. بداية من عام 1607، كان مصطلح "علم الآثار" يعني في البداية ما نسميه اليوم "التاريخ القديم" بشكل عام، واستخدم بمعناه الحديث الضيق لأول مرة في عام 1837.

## البدايات
خعمواس، ابن فرعون مصر القديمة رمسيس الثاني، كان معروفًا باهتمامه البالغ بتحديد وترميم الآثار القديمة لمصر، مثل هرم زوسر المدرج. هذا الهرم، الذي بُني في القرن السابع والعشرين قبل الميلاد، كان يسبق خعمواس بحوالي 1400 عام. بسبب أنشطته، يُطلق عليه أحيانًا لقب "أول عالم مصريات".

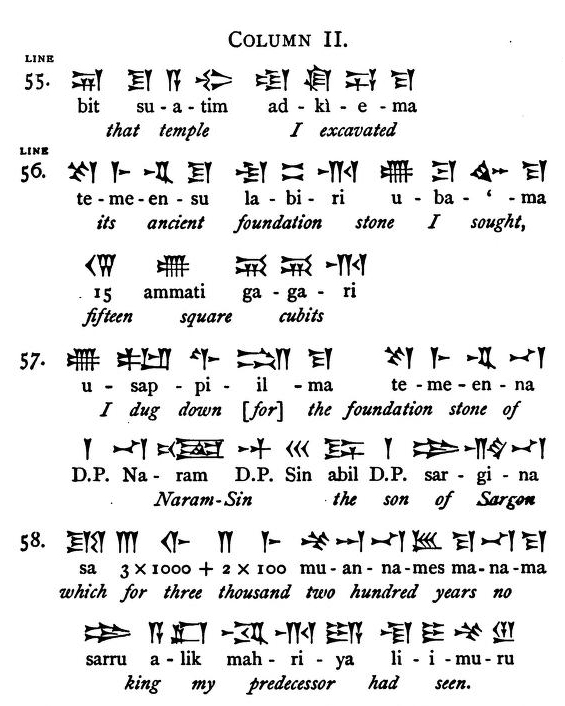
أسطوانة نابونيدوس من سيبار (مقتطف عن نارام سين وسرجون).

اكتشف الملك نابونيدس من الإمبراطورية البابلية الحديثة، في بلاد ما بين النهرين القديمة (حوالي 550 قبل الميلاد) وحلل رواسب للحاكم نرام سين من الإمبراطورية الأكادية (حكم حوالي 2200 قبل الميلاد)، مما جعله يُعتبر أول عالم آثار. لم يقتصر دوره على قيادة أولى الحفريات التي كانت تهدف إلى العثور على رواسب أساس معابد شمش إله الشمس، والإلهة المحاربة عنوتو (كلاهما في سيبار)، والمعبد الذي بناه نرام سين للإله القمر في حران، بل قام أيضًا بترميمها. كان أيضًا أول من قام بتأريخ قطعة أثرية في محاولته لتأريخ معبد نرام سين خلال بحثه عنه. وعلى الرغم من أن تقديره كان غير دقيق بفارق حوالي 1500 عام، إلا أنه كان تقديرًا جيدًا بالنظر إلى نقص تكنولوجيا التأريخ الدقيقة في ذلك الوقت.
يمكن نَسب الدراسة المنهجية المبكرة والتأريخ إلى المؤرخ اليوناني هيرودوت (484 - 425 قبل الميلاد). كان أول عالم غربي يجمع القطع الأثرية بشكل منهجي ويختبر دقتها. كما كان أول من قدم سردًا مقنعًا للماضي. اشتهر بمجموعة من تسعة كتب تسمى "التواريخ"، حيث كتب كل ما استطاع تعلمه عن مختلف المناطق. ناقش أسباب ونتائج الحروب الفارسية اليونانية. كما استكشف النيل ودلفي. ومع ذلك، وجد العلماء أخطاء في سجلاته ويعتقدون أنه ربما لم يصل إلى أبعد من نهر النيل كما أدّعى.

## الأثريون
اهتم علم الآثار لاحقًا بدراسة الآثار القديمة. كان طلاب علم الآثار القديمة يدرسون التاريخ مع اهتمام خاص بالقطع الأثرية والمخطوطات القديمة، وكذلك المواقع التاريخية. كانوا عادةً من الأثرياء. وكانوا يجمعون القطع الأثرية ويعرضونها في خزائن. ركزت دراسة الآثار القديمة أيضًا على الأدلة التجريبية التي كانت موجودة لفهم الماضي، والتي تجسدت في شعار الباحث الأثري في القرن الثامن عشر، السير ريتشارد كولت هوار، "نتحدث من الحقائق وليس من النظرية". جرت محاولة اتخاذ خطوات نحو تنظيم علم الآثار كعلم خلال عصر التنوير في أوروبا في القرنين السابع عشر والثامن عشر.

## تطوير الطريقة الأثرية
يُعتبر ويليام كونينغتون (1754-1810) والد الحفريات الأثرية. بدأ بإجراء الحفريات في ويلتشير حوالي عام 1798، بالتعاون مع الحفارين ستيفن وجون باركر من هايتسبري. موّل كونينغتون العديد من الرعاة، أغناهم ريتشارد كولت هواري، الذي ورث عقار ستورهايد من جده عام 1785. ركز هواري اهتمامه على الدراسات الأثرية وبدأ بتمويل حفريات كونينغتون في عام 1804. نشر هواري تقارير المواقع ووصفها في كتاب بعنوان "التاريخ القديم لويلتشير" عام 1810، وتُحتفظ نسخة منه في ستورهايد.
سجل كونينغتون بدقة تلال الدفن التي تعود للعصر الحجري الحديث والعصر البرونزي، ولا تزال المصطلحات التي استخدمها للتصنيف والوصف مستخدمة من قبل علماء الآثار حتى اليوم. أول إشارة لاستخدام المجرفة في موقع أثري وُثقت في رسالة من كونينغتون إلى هواري في عام 1808، حيث وصف جون باركر وهو يستخدم المجرفة في حفر تل بوش.
أحد أهم الإنجازات في علم الآثار في القرن التاسع عشر كان تطوير علم الطبقات. استعيرت فكرة الطبقات المتداخلة التي تعود إلى فترات متعاقبة من الأعمال الجيولوجية والحفريات الجديدة لعلماء مثل ويليام سميث وجيمس هوتون وتشارلز ليل. طُبّق علم الطبقات في علم الآثار لأول مرة في حفريات المواقع التي تعود إلى عصور ما قبل التاريخ والعصر البرونزي. في العقدين الثالث والرابع من القرن التاسع عشر، بدأ علماء الآثار مثل جاك بوشر دي بيرث وكريستيان يورغنسن تومسن في ترتيب القطع الأثرية التي عثروا عليها ترتيبًا زمنيًا.

### الاحترافية
حتى منتصف القرن التاسع عشر، كان علم الآثار يُعتبر نشاط هواة غير إحترافي من قِبل العلماء. وفرت الإمبراطورية الاستعمارية البريطانية الكبيرة فرصة لهؤلاء "الهواة" لاكتشاف ودراسة آثار العديد من الثقافات الأخرى. كان أحد الشخصيات البارزة في تطوير علم الآثار إلى علم دقيق هو ضابط الجيش وعالم الإثنولوجيا، أوغستوس بيت ريفرز.

في عام 1880، بدأ بيت ريفرز في إجراء حفريات في الأراضي التي ورثها والتي كانت تحتوي على ثروة من المواد الأثرية من الفترتين الرومانية والسكسونية. نقّبَ في هذه الأراضي على مدار سبعة عشر موسمًا، بدءًا من منتصف الثمانينات من القرن التاسع عشر وحتى وفاته. كانت مقاربته منهجية للغاية وفقًا لمعايير ذلك الوقت، ويُعتبر أول عالم آثار (بشكل علمي). بتأثير من كتابات التطور لتشارلز داروين وهربرت سبنسر، نظّمَ بيت ريفرز القطع الأثرية تصنيفيًا وزمنيًا (ضمن الأنواع). كان هذا الأسلوب في الترتيب، الذي يهدف إلى تسليط الضوء على الاتجاهات التطورية في القطع الأثرية البشرية، ابتكارًا ثوريًا في تصميم المتاحف، وكان ذو أهمية كبيرة لتأريخ القطع بدقة. كانت أهم ابتكاراته هي إصراره على جمع وتسجيل جميع القطع الأثرية، وليس فقط الجميلة أو الفريدة منها.

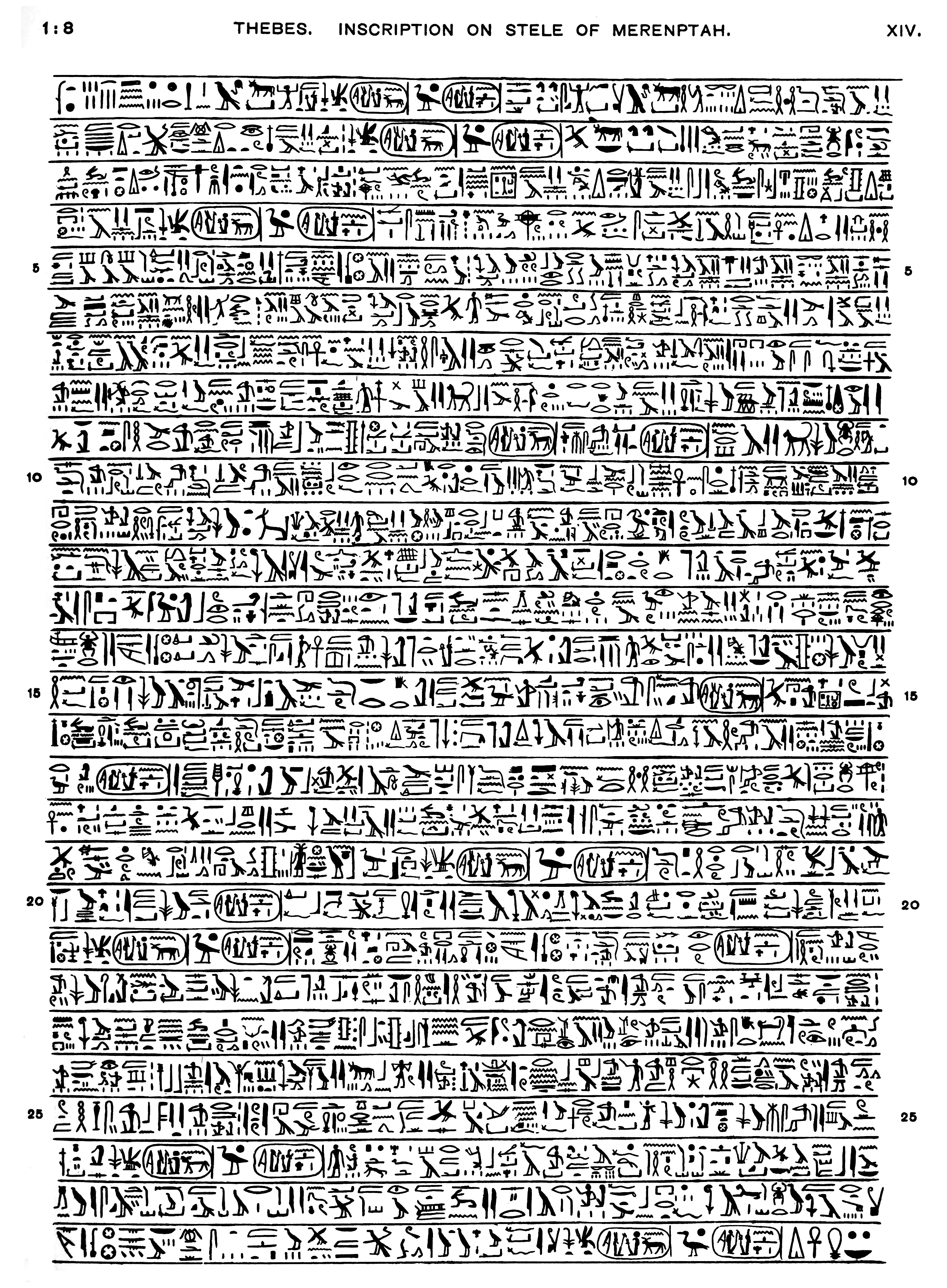
واحدة من أهم اكتشافات فلندرز بيتري هي لوحة مرنبتاح. هذه نسخة طبق الأصل من الجزء الرئيسي من النقش تعود لعام 1897 (جميع الخطوط الثمانية والعشرون).

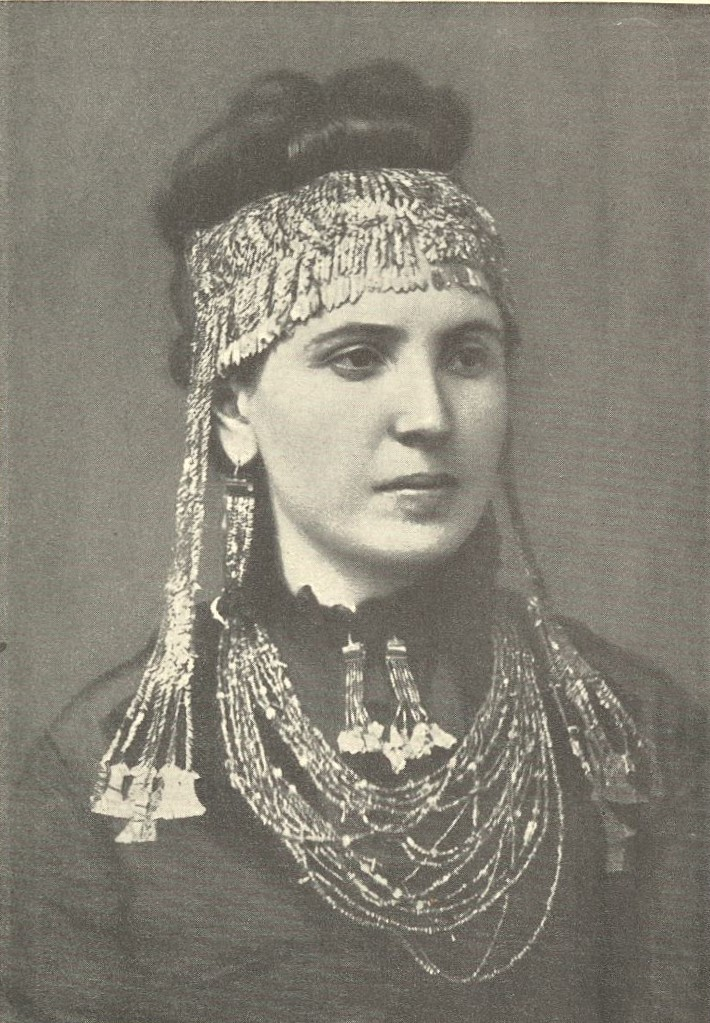
صوفيا شليمان، زوجة عالم الآثار هاينريش شليمان، ترتدي الكنوز المستردة في حصارليك.

يُعد ويليام فليندرز بيتري شخصًا آخر يمكن أن يُطلق عليه لقب "أبو علم الآثار". كان بيتري أول من حقق علميًا في الهرم الأكبر في مصر خلال ثمانينيات القرن التاسع عشر. اقترحت العديد من الفرضيات حول كيفية بناء الأهرامات (مثل تلك التي قدمها تشارلز بيازي سميث)، لكن تحليل بيتري المثالي لهندسة الجيزة دحض هذه الفرضيات ولا يزال يوفر الكثير من البيانات الأساسية حول هضبة الأهرامات حتى اليوم.
تسجيل وتحليل ويليام فليندرز بيتري ودراسة القطع الأثرية بعناية فائقة، سواء في مصر أو لاحقًا في فلسطين، وضع العديد من الأفكار التي تقف وراء تسجيل الآثار الحديثة. قال بيتري: "أعتقد أن خط البحث الحقيقي يكمن في ملاحظة ومقارنة أدق التفاصيل". طور بيتري نظام تأريخ الطبقات استنادًا إلى الاكتشافات الفخارية والخزفية، مما أحدث ثورة في الأساس الزمني لعلم المصريات. كان أيضًا مسؤولًا عن توجيه وتدريب جيل كامل من علماء المصريات، بما في ذلك هوارد كارتر، الذي اشتهر باكتشافه لمقبرة الفرعون توت عنخ آمون من القرن الرابع عشر قبل الميلاد.
كانت أول حفريات طبقية تصل إلى شهرة واسعة لدى الجمهور هي تلك التي جرت في حصارليك، في موقع طروادة القديمة، والتي نفذها هاينريش شليمان، فرانك كالفرت، فيلهلم دوربفيلد، وكارل بليجن في سبعينيات القرن التاسع عشر. هؤلاء العلماء ميزوا بين تسع مدن متعاقبة، من عصور ما قبل التاريخ إلى الفترة الهلنستية. تعرض عملهم لانتقادات بسبب الأساليب الخشنة والمدمرة؛ كتب كينيث دبليو هارل أن حفريات شليمان نفذت بطرق خشنة إلى درجة أنه فعل بطروادة ما لم يستطع الإغريق فعله في زمنهم، حيث دمر وسوّى جميع أسوار المدينة مع الأرض. في الوقت نفسه، كشف عمل السير آرثر إيفانز في كنوسوس في كريت عن وجود حضارة متقدمة قديمة. وُثقت العديد من الاكتشافات من هذا الموقع وأُرسلت إلى متحف أشموليان في أكسفورد.